# Halvfabrikat
Halvfabrikat eller halvfabrikater er industrielt forædlede råvarer, der anvendes til videre forædling snarere end til forbrug.
Eksempler på halvfabrikater er stål, mel og sukker.
Halvfabrikater medregnes ikke i et lands bruttonationalprodukt, da de ellers ville tælle dobbelt.
| Økonomi | Spire Denne artikel om økonomi er en spire som bør udbygges. Du er velkommen til at hjælpe Wikipedia ved at udvide den. |